# Казуліно
Казуліно (рос. Казулино)  — присілок Сафоновського району Смоленської області Росії. Входить до складу Казулінського сільського поселення.
Населення —  643 особи (2007 рік). 